# Villers-Saint-Sépulcre
Villers-Saint-Sépulcre is een gemeente in het Franse departement Oise (regio Hauts-de-France). De plaats maakt deel uit van het arrondissement Beauvais. Villers-Saint-Sépulcre telde op 1 januari 2022 981 inwoners.

## Geografie
De oppervlakte van Villers-Saint-Sépulcre bedroeg op 1 januari 2022 7,29 vierkante kilometer; de bevolkingsdichtheid was toen 134,6 inwoners per km².

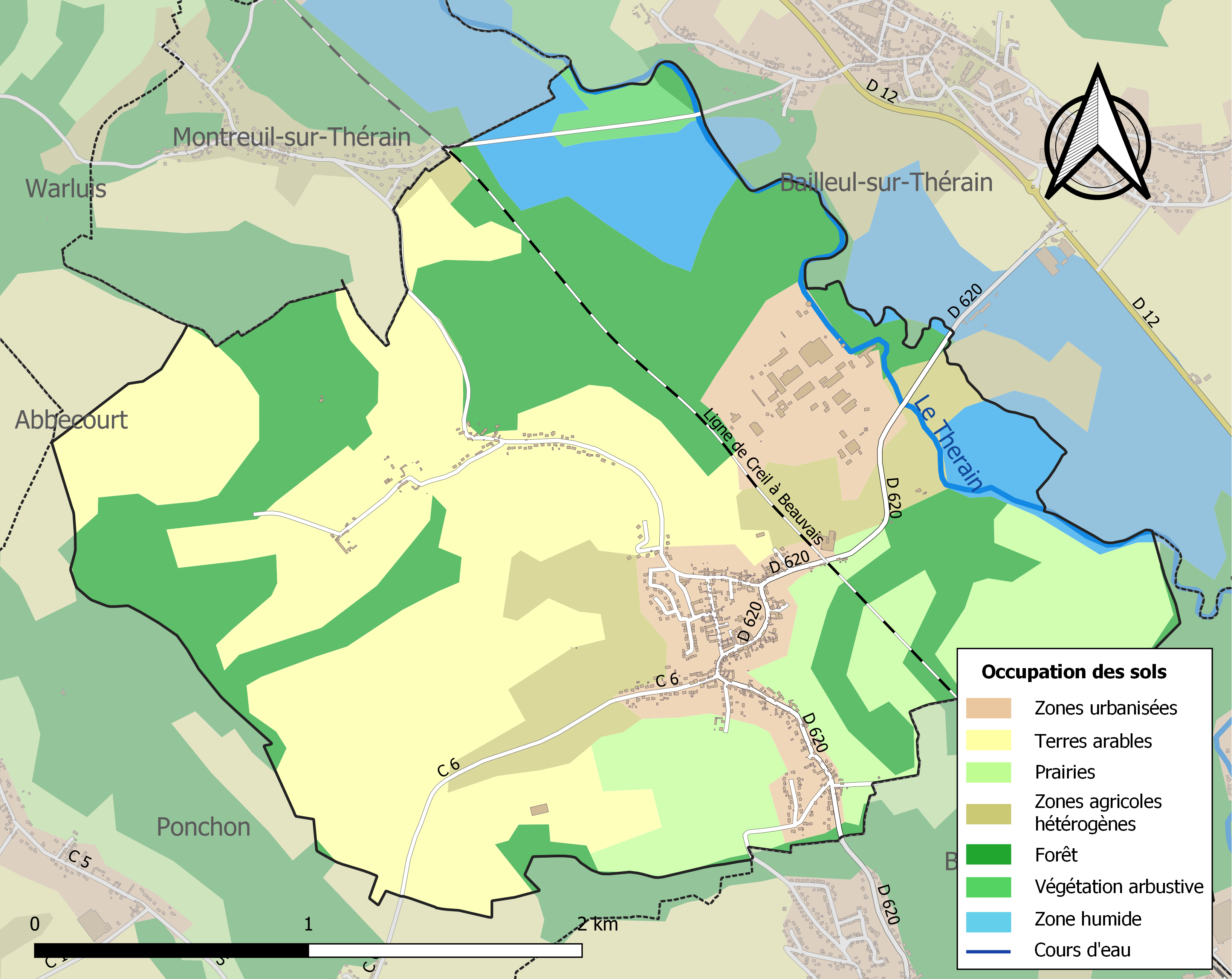
Kaart van de gemeente met belangrijkste infrastructuur, bodemgebruik en omliggende gemeenten

## Verkeer en vervoer
In de gemeente ligt spoorwegstation Villers-Saint-Sépulcre.

## Demografie
Onderstaande figuur toont het verloop van het inwonertal (bron: INSEE-tellingen).